# Alessio Badari
Alessio Badari (Luzzara, 28 maggio 1946) è un ex calciatore italiano, di ruolo centrocampista.

## Carriera
Cresciuto nella Reggiana, ha giocato due campionati in Serie A con Cagliari e Varese per un totale di 14 presenze ed un gol. In Serie B ha disputato quattro stagioni con Reggiana, Monza e Parma collezionando 28 presenze e 2 gol. Completano la carriera sei campionati in Serie C con Reggiana, Venezia e Modena con 153 presenze e 11 gol.

## Palmarès

### Club

#### Competizioni nazionali
- Serie C: 1

Reggiana: 1963-1964